# Закарі Ельбузеді
Закарі Ельбузеді (англ. Zachary Elbouzedi, араб. البوزيدي, трансліт. ʾalbuzīdī; нар. 5 квітня 1998, Дублін) — ірландський футболіст лівійського походження, півзахисник клубу «Сент-Патрікс Атлетік».
Виступав, зокрема, за клуби «Елгін Сіті», «Болтон Вондерерз» та АІК, а також молодіжну збірну Ірландії.

## Клубна кар'єра
Футболом почав займатися у п'ятирічному віці у клубі «Шелбурн». Провівши там кілька років, перейшов у структуру «Малагайд Юнайтед». У 2014 році перебрався до Англії, підписавши контракт із «Вест Бромвіч Альбіон», де почав виступати за юнацьку команду клубу.
7 липня 2017 року підписав дворічний контракт з шотландським «Інвернес Каледоніан Тісл», який виступає в місцевому Чемпіоншипі. Наступного дня після підписання контракту на тренуванні пошкодив коліно, внаслідок чого йому була потрібна операція, і він був змушений пропустити осінню частину чемпіонату. 30 грудня, відновившись від травми, був направлений у короткострокову оренду в команду Другої ліги — «Елгін Сіті». Першу гру в його складі провів 2 січня наступного року проти «Пітергеда», з'явившись на полі після перерви. Після закінчення терміну оренди повернувся до своєї основної команди. 13 березня 2018 року дебютував за «Інвернесс Каледоніан Тісл» у матчі 25-го туру з «Данфермлін Атлетік». 31 серпня розірвав контракт із клубом за взаємною згодою.
7 листопада 2018 року приєднався до ірландського «Вотерфорд Юнайтед», підписавши контракт на рік. У його складі 15 лютого 2019 року дебютував у вищому дивізіоні Ірландії у грі з «Шемрок Роверс», з'явившись на полі у стартовому складі. У наступному матчі з «Корк Сіті» Ельбузеді забив перший гол у професійній кар'єрі, вразивши ворота суперника в компенсований до другого тайму час і встановивши остаточний рахунок у матчі — 2:0. За сезон, проведений у команді Закарі взяв участь у 29 матчах, в яких зумів відзначитися шість разів.
16 грудня 2019 року англійський клуб «Лінкольн Сіті» на своєму офіційному сайті оголосив, що підписав довгострокову угоду з Ельбузеді, яка набирає чинності з січня 2020 року. За новий клуб дебютував у Першій англійській лізі 14 січня в домашній грі з «Болтон Вондерерз», вийшовши на 77-й хвилині замість свого співвітчизника Конора Ковентрі. На початку 2021 року вирушив в оренду до кінця сезону в «Болтон», що вилетів за підсумками попереднього сезону в Другу лігу. У той же день вийшов у стартовому складі на черговий матч чемпіонату проти «Челтнем Тауна». Загалом за час оренди Ельбузеді зіграв у 14 матчах, гольовими діями не відзначившись.
15 липня 2021 року перебрався до Швеції, підписавши зі столичним АІКом контракт, розрахований на 3,5 роки. Через три дні дебютував у чемпіонаті Швеції у матчі з «Кальмаром», замінивши на 85-й хвилині Набіля Бауї. Станом на 10 липня 2022 року відіграв за команду з Стокгольма 33 матчі в національному чемпіонаті.

## Кар'єра у збірній
2012 року дебютував у складі юнацької збірної Ірландії (U-15), загалом на юнацькому рівні взяв участь у 35 іграх, відзначившись 4 забитими голами.
Протягом 2019–2020 років залучався до складу молодіжної збірної Ірландії. У червні 2019 року у складі молодіжної збірної Ірландії брав участь у міжнародному турнірі у Тулоні. Ельбузеді зіграв у трьох зустрічах групового етапу проти Китаю, Мексики та Бахрейну. У матчі проти Китаю Закарі відзначився вже на першій хвилині, чим сприяв перемозі з рахунком 3:1. Всього на молодіжному рівні зіграв у 13 офіційних матчах, забив 3 голи.
Лівійська федерація футболу запрошувала Ельбузеді виступати за свою національну збірну, але ірландець відповів відмовою, мотивувавши його своїм бажанням представляти Ірландію.

## Статистика виступів

### Статистика клубних виступів
| Сезон                     | Команда                   | Чемпіонат                 | Чемпіонат | Чемпіонат | Національний кубок | Національний кубок | Національний кубок | Континентальні кубки | Континентальні кубки | Континентальні кубки | Інші змагання | Інші змагання | Інші змагання | Усього | Усього |
| Сезон                     | Команда                   | Ліга                      | Ігор      | Голів     | Ліга               | Ігор               | Голів              | Ліга                 | Ігор                 | Голів                | Ліга          | Ігор          | Голів         | Ігор   | Голів  |
| ------------------------- | ------------------------- | ------------------------- | --------- | --------- | ------------------ | ------------------ | ------------------ | -------------------- | -------------------- | -------------------- | ------------- | ------------- | ------------- | ------ | ------ |
| гру.-2017-січ. 2018       | «Елгін Сіті»              | 2Л (IV)                   | 3         | 0         | КШ+КЛ              | -                  | -                  |                      | -                    | -                    |               | -             | -             | 3      | 0      |
| січ.-черв. 2018           | «Інвернесс»               | Ч (ІІ)                    | 4         | 0         | КШ+КЛ              | -                  | -                  |                      | -                    | -                    |               | -             | -             | 4      | 0      |
| лип. 2018                 | «Інвернесс»               | Ч (ІІ)                    | 0         | 0         | КШ+КЛ              | 0+1                | 0                  |                      | -                    | -                    |               | -             | -             | 1      | 0      |
| Усього за «Інвернесс»     | Усього за «Інвернесс»     | Усього за «Інвернесс»     | 4         | 0         |                    | 1                  | 0                  |                      | -                    | -                    |               | -             | -             | 5      | 0      |
| 2019                      | «Вотерфорд»               | ПД                        | 27        | 6         | КІ+КЛ              | 0+2                | 0                  |                      | -                    | -                    |               | -             | -             | 29     | 6      |
| січ.-трав. 2020           | «Лінкольн Сіті»           | 1Л (ІІІ)                  | 5         | 0         | КА+КЛ              | -                  | -                  |                      | -                    | -                    | ТФЛ           | -             | -             | 5      | 0      |
| 2020-січ. 2021            | «Лінкольн Сіті»           | 1Л (ІІІ)                  | 2         | 0         | КА+КЛ              | 1+0                | 0                  |                      | -                    | -                    | ТФЛ           | 3             | 2             | 6      | 2      |
| Усього за «Лінкольн Сіті» | Усього за «Лінкольн Сіті» | Усього за «Лінкольн Сіті» | 7         | 0         |                    | 1                  | 0                  |                      | -                    | -                    |               | 3             | 2             | 11     | 2      |
| січ.-трав. 2021           | «Болтон Вондерерз»        | 2Л (IV)                   | 14        | 0         | КА+КЛ              | -                  | -                  |                      | -                    | -                    | ТФЛ           | -             | -             | 14     | 0      |
| лип.-груд. 2021           | АІК                       | A                         | 20        | 1         | КШ                 | 1                  | 1                  |                      | -                    | -                    |               | -             | -             | 21     | 2      |
| 2022                      | АІК                       | A                         | 10        | 0         | КШ                 | 4                  | 1                  |                      | -                    | -                    |               | -             | -             | 14     | 1      |
| Усього за АІК             | Усього за АІК             | Усього за АІК             | 30        | 1         |                    | 5                  | 2                  |                      | -                    | -                    |               | -             | -             | 35     | 3      |
| Усього за кар'єру         | Усього за кар'єру         | Усього за кар'єру         | 85        | 7         |                    | 9                  | 2                  |                      | -                    | -                    |               | 3             | 2             | 97     | 11     |

## Особисте життя
Народився в Дубліні. Його батько — лівієць, а мати — ірландка.